# Lexington (Michigan)
Lexington – wieś w hrabstwie Sanilac, w stanie Michigan, w Stanach Zjednoczonych. Według danych z 2010 roku Lexington zamieszkiwało ponad 1 tys. osób.

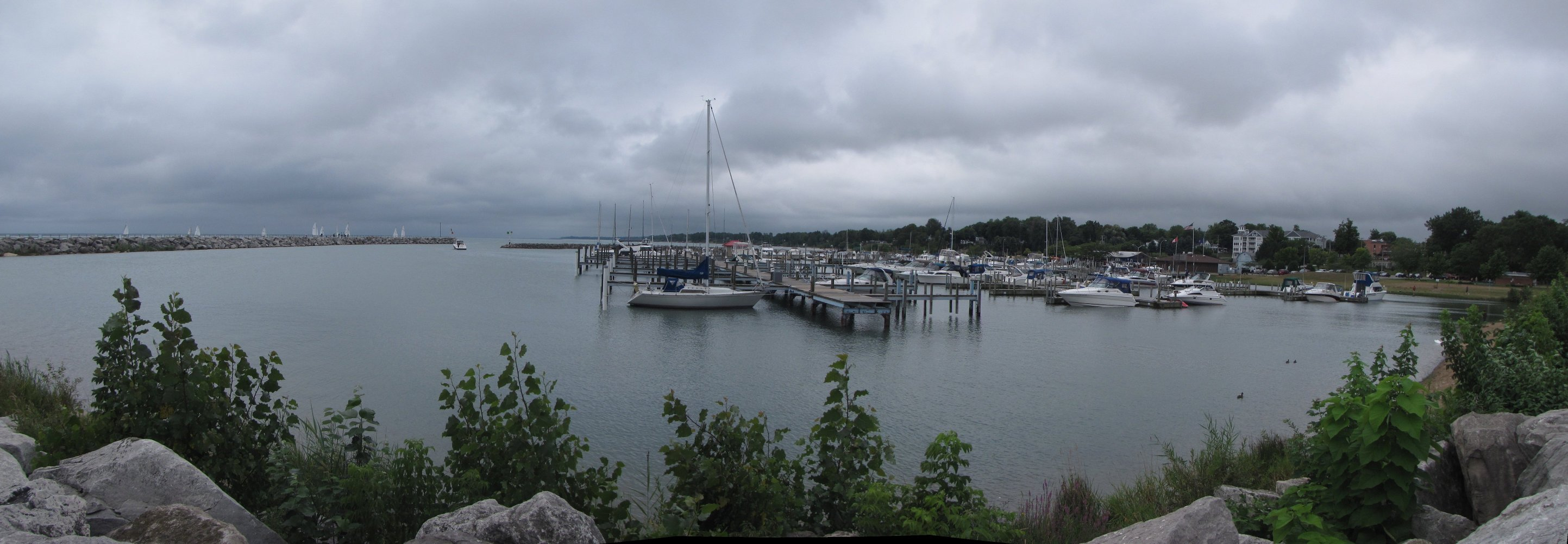
Port w Lexington

## Skład etniczny
- Biali – 97,3%
- Afroamerykanie – 0,3%
- rdzenni Amerykanie – 0,2%
- Azjaci – 0,3%
- inne rasy – 0,7%
- pochodzenie mieszane – 1,3%
- Latynosi (każdej rasy) – 1,5%